# Guatteria geminiflora
Espèce
Classification phylogénétique
Statut de conservation UICN

 VU  : Vulnérable
Guatteria geminiflora est une espèce de plantes du genre Guatteria et de la famille des Annonaceae.